# Kinowerbung
Kinowerbung bezeichnet audiovisuelle Werbung im Kino, insbesondere in Form von Werbespots, die vor dem Hauptfilm vorgeführt wird. Sie unterliegt den formalen Gesetzen des Films. Mit der ebenfalls filmischen Fernsehwerbung verbinden sie viele Gemeinsamkeiten.

## Allgemein

### Rezeption
Die Rezeption von Kinowerbung ist anders als die von Fernsehwerbung, die auf einzelne oder eine kleinere Gruppe zielt, die vor dem Fernseher sitzt. Kinowerbung hingegen hat es mit einem großen Publikum in einem Kinosaal zu tun. Dieses Publikum kann sich der Rezeption kaum entziehen, es kann nicht wie Fernsehpublikum den Kanal wechseln. Und es erwartet, einen Kinofilm zu sehen und misst die Kinowerbung an dieser Erwartungshaltung.
Kinowerbung reagiert auf diese Bedingungen, indem sie stärker kinotauglich gestaltet ist als Fernsehwerbung – visuell spektakulärer oder stärker filmisch-erzählerisch. Oft spielt sie formal oder inhaltlich mit der spezifischen Zuschauersituation im Kinosaal, etwa, indem sie versucht, Lachen zu provozieren oder auf der Sprachebene ein großes Publikum direkt anzusprechen.

### Inhalte
Die vornehmlich in der Kinowerbung beworbenen Produkte sind, sofern keine entsprechenden gesetzlichen Werbebeschränkungen für Kinos existieren, Alkohol und Tabak, sofern diese im Fernsehen verboten sind. Die Kinofassung der Werbung ist häufig länger als die entsprechende TV-Fassung.
Fester Bestandteil ist in der Regel die Werbung für die im Kino-Foyer zu erwerbenden Getränke und Süßigkeiten, insbesondere Eis. In manchen Kinos ist es üblich, als letzte Werbung vor dem Hauptfilm eine Eis-Werbung zu spielen und vor dem Filmstart einen Eisverkäufer durch das Publikum gehen zu lassen.
Ein Schwerpunkt der Kinowerbung ist die Bewerbung des Kinoprogramms durch Vorschau auf kommende Kinofilme. Man unterscheidet hier Trailer, die rund 90 Sekunden lang sind, von den wesentlich kürzeren Teasern, die teilweise schon ein Jahr vor dem Starttermin des Filmes gezeigt werden.
Darüber hinaus wird auch lokale Werbung für kommerzielle Produkte oder Geschäfte in der Umgebung des betreffenden Kinos gezeigt. Da die Produktion von Kinospots durch die Belichtung auf 35-mm-Kinofilm kostenintensiv ist, wird lokale Werbung oft in Form von deutlich kostengünstigeren Dias (Kinodias) gezeigt, der Ton von CD zugespielt. Durch Reduktion der Diaprojektoren in den einzelnen Kinos (z. B. durch Defekt des Gerätes ohne Neuanschaffung) entfällt diese Werbeform jedoch mehr und mehr, was die Produktion von einfachen Standbildern, Slideshows und Animationen auf 35-mm-Kinofilm erfordert. Digitalisierte Kinos erlauben aber inzwischen neue Möglichkeiten der lokalen Werbung: Durch die wegfallenden Kosten für die Belichtung der Videospots oder Flashanimationen auf 35 mm unterliegt der lokale Kinomarkt daher derzeit einem günstigen Wandel.

### Einsatz und Dauer
Kinowerbung läuft vor dem Hauptfilm, wodurch der Start des Hauptfilms je nach Kinobetreiber zeitlich nach hinten verschoben werden kann. Beginnt ein Film nach Aushang um 20 Uhr, so startet in solchen Kinos die Werbung um 20 Uhr und der Film entsprechend später. In der Regel wird zuerst Werbung für kommerzielle Produkte gezeigt, anschließend Trailer zur Bewerbung von künftig anlaufenden Filmen. Dabei dauert das gesamte Vorprogramm im Regelfall 15–20 Minuten, es kann aber auch länger dauern.

### Medium
Kinowerbung wird von Film über einen Projektor projiziert, wie auch der Hauptfilm. Auch das unterscheidet sie von Fernsehwerbung, die beim Fernsehsender digital angeliefert wird. Mit der Digitalisierung der Projektionstechnik im Kino wird auch das Medium der Kinowerbung digital werden. In der Übergangszeit gibt es einige Kinos, die die Filme zwar analog über den Projektor abspielen und die Werbung manchmal digital via Digitalen Kinoprojektor.

### Hersteller und Anbieter
Kinowerbung wird von Werbefilmproduktionen hergestellt, Filmproduktionsgesellschaften, die sich auf die Herstellung von Werbespots spezialisiert haben. Werbeverwaltungen und Spezialmittler bringen die Kinospots ins Kino.

## Kinowerbung in Deutschland
Die vornehmlich in der Kinowerbung beworbenen Produkte bestehen aufgrund von gesetzlichen Werbebeschränkungen, z. B. im Jugendschutzgesetz, und Selbstverpflichtungen der Industrie nicht mehr aus alkoholischen Getränken und Tabak, sondern entsprechen – neben der Werbung für örtliches Gewerbe – den Artikeln, die ebenfalls im Fernsehen beworben werden. In Deutschland dürfen nach § 11 Absatz 5, Jugendschutzgesetz Werbefilme oder Werbeprogramme, die für Tabakwaren oder alkoholische Getränke werben, nur nach 18 Uhr vorgeführt werden. Werbefilme müssen von der FSK geprüft werden und dürfen nur vor entsprechenden Kinofilmen gezeigt werden (Beispiel: Werbefilm mit FSK 12 Jahre darf nur vor Spielfilmen mit FSK 12, 16 oder ohne Jugendfreigabe gezeigt werden).
In Deutschland wird zum Zeitpunkt des Filmstarts nach Aushang stets zuerst Werbung gezeigt, bevor der Hauptfilm läuft. Dort werden zwischen der Werbung und dem Trailer zudem Kampagnen des Umweltschutzes, des Gesundheitsministeriums oder der GEZ bzw. GVU gezeigt.
Diese Kinowerbeunternehmen und der Fachverband FDW Werbung im Kino stellen sicher, dass Werbung überregional und bundesweit geschaltet werden kann.